# Lista de episódios de Empire
Empire é uma série de televisão estadunidense, do gênero drama musical, que estrou na Fox em 7 de janeiro de 2015. O show gira em torno do hip-hop, da indústria do entretenimento, e do drama existente entre os membros da família fundadora de uma grande empresa enquanto lutam por controle e poder. Foi criada por Lee Daniels e Danny Strong, e estrelada por Terrence Howard e Taraji P. Henson. A série foi renovada para sua sexta e última temporada em 30 de abril de 2019, que estreou em 24 de setembro de 2019.
Em 21 de abril de 2020, 102 episódios de "Empire" foram ao ar, concluindo a sexta temporada e finalizando a série.

## Resumo
| Temporada | Temporada | Episódios | Data de estreia        | Data de encerramento | Média de audiência (milhões) |
| Temporada | Temporada | Episódios | Estreia de temporada   | Final de temporada   | Média de audiência (milhões) |
| --------- | --------- | --------- | ---------------------- | -------------------- | ---------------------------- |
|           | 1         | 12        | 7 de janeiro de 2015   | 18 de março de 2015  | 17.33                        |
|           | 2         | 18        | 23 de setembro de 2015 | 18 de maio de 2016   | 15.94                        |
|           | 3         | 18        | 21 de setembro de 2016 | 24 de maio de 2017   | 10.37                        |
|           | 4         | 18        | 27 de setembro de 2017 | 23 de maio de 2018   | 7.45                         |
|           | 5         | 18        | 26 de setembro de 2018 | 8 de maio de 2019    | 6.38                         |
|           | 6         | 18        | 24 de setembro de 2019 | 21 de abril de 2020  | 4.04                         |

## Episódios

### 1ª temporada (2015)
| No. na série | No. | Título                       | Dirigido por       | Escrito por                  | Exibição                | Código de prod. | Audiência (milhões) |
| ------------ | --- | ---------------------------- | ------------------ | ---------------------------- | ----------------------- | --------------- | ------------------- |
| 1            | 1   | "Pilot"                      | Lee Daniels        | Lee Daniels & Danny Strong   | 7 de janeiro de 2015    | 1AXP01          | 9.90                |
| 2            | 2   | "The Outspoken King"         | Lee Daniels        | Danny Strong & Ilene Chaiken | 14 de janeiro de 2015   | 1AXP02          | 10.32               |
| 3            | 3   | "The Devil Quotes Scripture" | Sanaa Hamri        | Ilene Chaiken & Joshua Allen | 21 de janeiro de 2015   | 1AXP03          | 11.07               |
| 4            | 4   | "False Imposition"           | Rosemary Rodriguez | Wendy Calhoun                | 28 de janeiro de 2015   | 1AXP04          | 11.36               |
| 5            | 5   | "Dangerous Bonds"            | John Singleton     | Malcolm Spellman             | 4 de fevereiro de 2015  | 1AXP05          | 11.47               |
| 6            | 6   | "Out, Damned Spot"           | Michael Engler     | Eric Haywood                 | 11 de fevereiro de 2015 | 1AXP06          | 11.96               |
| 7            | 7   | "Our Dancing Days"           | Sanaa Hamri        | Attica Locke                 | 18 de fevereiro de 2015 | 1AXP07          | 13.02               |
| 8            | 8   | "The Lyon's Roar"            | Danny Strong       | Danny Strong                 | 25 de fevereiro de 2015 | 1AXP08          | 13.90               |
| 9            | 9   | "Unto the Breach"            | Anthony Hemingway  | David Rambo                  | 4 de março de 2015      | 1AXP09          | 14.33               |
| 10           | 10  | "Sins of the Father"         | Rob Hardy          | Eddie Gonzalez & Jeremy Haft | 11 de março de 2015     | 1AXP10          | 14.90               |
| 11           | 11  | "Die But Once"               | Mario Van Peebles  | Ilene Chaiken                | 18 de março de 2015     | 1AXP11          | 15.82               |
| 12           | 12  | "Who I Am"                   | Debbie Allen       | Danny Strong & Ilene Chaiken | 18 de março de 2015     | 1AXP12          | 17.62               |

### 2ª temporada (2015–16)
| No. na série | No. | Título                         | Dirigido por      | Escrito por                          | Exibição               | Código de prod. | Audiência (milhões) |
| ------------ | --- | ------------------------------ | ----------------- | ------------------------------------ | ---------------------- | --------------- | ------------------- |
| 13           | 1   | "The Devils Are Here"          | Lee Daniels       | Danny Strong & Ilene Chaiken         | 23 de setembro de 2015 | 2AXP01          | 16.18               |
| 14           | 2   | "Without a Country"            | Dee Rees          | Carlito Rodriguez                    | 30 de setembro de 2015 | 2AXP02          | 13.74               |
| 15           | 3   | "Fires of Heaven"              | Craig Brewer      | Attica Locke                         | 7 de outubro de 2015   | 2AXP03          | 13.10               |
| 16           | 4   | "Poor Yorick"                  | Danny Strong      | Danny Strong                         | 14 de outubro de 2015  | 2AXP04          | 12.22               |
| 17           | 5   | "Be True"                      | Kevin Bray        | Wendy Calhoun & Janeika James        | 21 de outubro de 2015  | 2AXP05          | 12.28               |
| 18           | 6   | "A High Hope for a Low Heaven" | Mario Van Peebles | Robert Munic                         | 4 de novembro de 2015  | 2AXP06          | 11.68               |
| 19           | 7   | "True Love Never"              | Sylvain White     | Ingrid Escajeda                      | 11 de novembro de 2015 | 2AXP07          | 11.20               |
| 20           | 8   | "My Bad Parts"                 | Sanaa Hamri       | Malcolm Spellman                     | 18 de novembro de 2015 | 2AXP08          | 11.34               |
| 21           | 9   | "Sinned Against"               | Paul McCrane      | Eric Haywood                         | 25 de novembro de 2015 | 2AXP09          | 9.21                |
| 22           | 10  | "Et Tu, Brute?"                | Sanaa Hamri       | Radha Blank                          | 2 de dezembro de 2015  | 2AXP10          | 11.81               |
| 23           | 11  | "Death Will Have His Day"      | Danny Strong      | Danny Strong                         | 30 de março de 2016    | 2AXP11          | 12.46               |
| 24           | 12  | "A Rose by Any Other Name"     | Michael Engler    | Ilene Chaiken                        | 6 de abril de 2016     | 2AXP12          | 11.34               |
| 25           | 13  | "The Tameness of a Wolf"       | Paris Barclay     | Attica Locke & Joshua Allen          | 13 de abril de 2016    | 2AXP13          | 10.11               |
| 26           | 14  | "Time Shall Unfold"            | Cherien Dabis     | Ayanna Floyd Davis                   | 20 de abril de 2016    | 2AXP14          | 9.56                |
| 27           | 15  | "More Than Kin"                | Sanaa Hamri       | Eric Haywood & Malcolm Spellman      | 27 de abril de 2016    | 2AXP15          | 10.03               |
| 28           | 16  | "The Lyon Who Cried Wolf"      | Millicent Shelton | Joshua Allen                         | 4 de maio de 2016      | 2AXP16          | 9.39                |
| 29           | 17  | "Rise by Sin"                  | Paul McCrane      | Ayanna Floyd Davis & Jamie Rosengard | 11 de maio de 2016     | 2AXP17          | 9.81                |
| 30           | 18  | "Past is Prologue"             | Sanaa Hamri       | Lee Daniels & Ilene Chaiken          | 18 de maio de 2016     | 2AXP18          | 10.88               |

### 3ª temporada (2016–17)
| No. na série | No. | Título                    | Dirigido por      | Escrito por                                                               | Exibição               | Código de prod. | Audiência (milhões) |
| ------------ | --- | ------------------------- | ----------------- | ------------------------------------------------------------------------- | ---------------------- | --------------- | ------------------- |
| 31           | 1   | "Light in Darkness"       | Sanaa Hamri       | Malcolm Spellman & Joshua Allen                                           | 21 de setembro de 2016 | 3AXP01          | 10.87               |
| 32           | 2   | "Sin That Amends"         | Craig Brewer      | Cherien Dabis                                                             | 28 de setembro de 2016 | 3AXP02          | 9.65                |
| 33           | 3   | "What Remains Is Bestial" | Millicent Shelton | Joshua Allen                                                              | 5 de outubro de 2016   | 3AXP03          | 9.25                |
| 34           | 4   | "Cupid Kills"             | Hanelle Culpepper | Matt Pyken & Attica Locke                                                 | 12 de outubro de 2016  | 3AXP04          | 9.27                |
| 35           | 5   | "One Before Another"      | Mario Van Peebles | Joshua Allen & Carlito Rodriguez                                          | 9 de novembro de 2016  | 3AXP05          | 8.15                |
| 36           | 6   | "Chimes at Midnight"      | Sanaa Hamri       | Cherien Dabis & Eric Haywood                                              | 16 de novembro de 2016 | 3AXP06          | 8.39                |
| 37           | 7   | "What We May Be"          | Kevin Bray        | Diane Ademu-John & Malcom Spellman                                        | 30 de novembro de 2016 | 3AXP07          | 7.84                |
| 38           | 8   | "The Unkindest Cut"       | Dennie Gordon     | Attica Locke & Jamie Rosengard                                            | 7 de dezembro de 2016  | 3AXP08          | 7.00                |
| 39           | 9   | "A Furnace For Your Foe"  | Sanaa Hamri       | Ilene Chaiken & Matt Pyken                                                | 14 de dezembro de 2016 | 3AXP09          | 7.58                |
| 40           | 10  | "Sound and Fury"          | Craig Brewer      | Eric Haywood & Carlito Rodriguez                                          | 22 de março de 2017    | 3AXP10          | 7.95                |
| 41           | 11  | "Play On"                 | Benny Boom        | História por: Malcolm SpellmanRoteiro por: Janeika James & Jasheika James | 29 de março de 2017    | 3AXP11          | 6.91                |
| 42           | 12  | "Strange Bedfellows"      | Bille Woodruff    | Matt Pyken & Attica Locke                                                 | 5 de abril de 2017     | 3AXP12          | 6.35                |
| 43           | 13  | "My Naked Villainy"       | Cherien Dabis     | Joshua Allen & Jamie Rosengard                                            | 12 de abril de 2017    | 3AXP13          | 6.59                |
| 44           | 14  | "Love is a Smoke"         | Tricia Brock      | Diane Ademu-John & Cherien Dabis                                          | 26 de abril de 2017    | 3AXP14          | 6.31                |
| 45           | 15  | "Civil Hands Unclean"     | Howard Deutch     | Ilene Chaiken & Carlito Rodriguez                                         | 3 de maio de 2017      | 3AXP15          | 5.60                |
| 46           | 16  | "Absent Child"            | Millicent Shelton | Attica Locke & Malcolm Spellman                                           | 10 de maio de 2017     | 3AXP16          | 6.32                |
| 47           | 17  | "Toil & Trouble (Part 1)" | Craig Brewer      | Diane Ademu-John & Eric Haywood                                           | 17 de maio de 2017     | 3AXP17          | 6.14                |
| 48           | 18  | "Toil & Trouble (Part 2)" | Sanaa Hamri       | Ilene Chaiken & Joshua Allen                                              | 24 de maio de 2017     | 3AXP18          | 6.94                |

### 4ª temporada (2017–18)
| No. na série | No. | Título                            | Dirigido por              | Escrito por                                                               | Exibição               | Código de prod. | Audiência (milhões) |
| ------------ | --- | --------------------------------- | ------------------------- | ------------------------------------------------------------------------- | ---------------------- | --------------- | ------------------- |
| 49           | 1   | "Noble Memory"                    | Sanaa Hamri               | Brett Mahoney                                                             | 27 de setembro de 2017 | 4AXP01          | 7.05                |
| 50           | 2   | "Full Circle"                     | Craig Brewer              | Craig Brewer & Eric Haywood                                               | 4 de outubro de 2017   | 4AXP02          | 5.89                |
| 51           | 3   | "Evil Manners"                    | Bille Woodruff            | Matt Pyken & Carlito Rodriguez                                            | 11 de outubro de 2017  | 4AXP03          | 5.93                |
| 52           | 4   | "Bleeding War"                    | Sanaa Hamri               | Diane Ademu-John & Jamie Rosengard                                        | 18 de outubro de 2017  | 4AXP04          | 5.65                |
| 53           | 5   | "The Fool"                        | Howie Deutch              | Janeika James & Jasheika James                                            | 8 de novembro de 2017  | 4AXP05          | 5.40                |
| 54           | 6   | "Fortune Be Not Crost"            | Sanaa Hamri               | Joshua Allen & Dianne Houston                                             | 15 de novembro de 2017 | 4AXP06          | 6.05                |
| 55           | 7   | "The Lady Doth Protest"           | Karen Gaviola             | Matt Pyken & Eric Haywood                                                 | 29 de novembro de 2017 | 4AXP07          | 5.05                |
| 56           | 8   | "Cupid Painted Blind"             | Elizabeth Allen Rosenbaum | Diane Ademu-John & Carlito Rodriguez                                      | 6 de dezembro de 2017  | 4AXP08          | 5.70                |
| 57           | 9   | "Slave to Memory"                 | Sanaa Hamri               | Joshua Allen & Dianne Houston                                             | 13 de dezembro de 2017 | 4AXP09          | 5.95                |
| 58           | 10  | "Birds in the Cage"               | Craig Brewer              | Craig Brewer                                                              | 28 de março de 2018    | 4AXP10          | 6.22                |
| 59           | 11  | "Without Apology"                 | Dianne Houston            | Matt Pyken & Joshua Allen                                                 | 4 de abril de 2018     | 4AXP11          | 5.57                |
| 60           | 12  | "Sweet Sorrow"                    | Eric Haywood              | Eric Haywood & Jamie Rosengard                                            | 11 de abril de 2018    | 4AXP12          | 5.91                |
| 61           | 13  | "Of Hardiness is Mother"          | Craig Brewer              | Dianne Houston & Carlito Rodriguez                                        | 18 de abril de 2018    | 4AXP13          | 5.41                |
| 62           | 14  | "False Face"                      | Millicent Shelton         | História por: Diane Ademu-JohnRoteiro por: Janeika James & Jasheika James | 25 de abril de 2018    | 4AXP14          | 5.34                |
| 63           | 15  | "A Lean and Hungry Look"          | Bille Woodruff            | Matt Pyken & Joshua Allen                                                 | 2 de maio de 2018      | 4AXP15          | 5.28                |
| 64           | 16  | "Fair Terms"                      | Jussie Smollett           | Dianne Houston & Jamie Rosengard                                          | 9 de maio de 2018      | 4AXP16          | 5.02                |
| 65           | 17  | "Bloody Noses and Crack'd Crowns" | Howard Deutch             | Carlito Rodriguez                                                         | 16 de maio de 2018     | 4AXP17          | 5.14                |
| 66           | 18  | "The Empire Unpossess'd"          | Naturi Naughton           | Danny Strong                                                              | 23 de maio de 2018     | 4AXP18          | 5.30                |

### 5ª temporada (2018–19)
| No. na série | No. | Título                                   | Dirigido por              | Escrito por                                      | Exibição               | Código de prod. | Audiência (milhões) |
| ------------ | --- | ---------------------------------------- | ------------------------- | ------------------------------------------------ | ---------------------- | --------------- | ------------------- |
| 67           | 1   | "Steal From the Thief"                   | Sanaa Hamri               | Brett Mahoney & Dianne Houston                   | 26 de setembro de 2018 | 5AXP01          | 6.09                |
| 68           | 2   | "Pay For Their Presumptions"             | John Krokidas             | Yolonda E. Lawrence & Carlito Rodriguez          | 3 de outubro de 2018   | 5AXP02          | 5.09                |
| 69           | 3   | "Pride"                                  | Clement Virgo             | Diane Ademu-John & Joshua Allen                  | 10 de outubro de 2018  | 5AXP03          | 5.15                |
| 70           | 4   | "Love All, Trust a Few"                  | Mario Van Peebles         | Matt Pyken & Cameron Johnson                     | 17 de outubro de 2018  | 5AXP04          | 5.21                |
| 71           | 5   | "The Depth of Grief"                     | Elizabeth Allen Rosenbaum | Janeika James & Jasheika James & Jamie Rosengard | 31 de outubro de 2018  | 5AXP05          | 4.23                |
| 72           | 6   | "What Is Done"                           | Jussie Smollett           | Felicia D. Henderson & Thomas Westfall           | 7 de novembro de 2018  | 5AXP06          | 5.01                |
| 73           | 7   | "Treasons, Stratagems, and Spoils"       | Tamra Davis               | Joshua Allen & Dianne Houston                    | 14 de novembro de 2018 | 5AXP07          | 4.89                |
| 74           | 8   | "Master of What Is Mine Own"             | Dianne Houston            | Matt Pyken & Yolonda E. Lawrence                 | 28 de novembro de 2018 | 5AXP08          | 5.03                |
| 75           | 9   | "Had It From My Father"                  | Sanaa Hamri               | Diane Ademu-John & Carlito Rodriguez             | 5 de dezembro de 2018  | 5AXP09          | 5.04                |
| 76           | 10  | "My Fault Is Past"                       | Michael Goi               | Craig Brewer & Cameron Johnson                   | 13 de março de 2019    | 5AXP10          | 4.40                |
| 77           | 11  | "In Loving Virtue"                       | Clement Virgo             | Felicia D. Henderson                             | 20 de março de 2019    | 5AXP11          | 3.98                |
| 78           | 12  | "Shift and Save Yourself"                | Dianne Houston            | Matt Pyken & Thomas Westfall                     | 27 de março de 2019    | 5AXP12          | 3.97                |
| 79           | 13  | "Hot Blood, Hot Thoughts, Hot Deeds"     | Gabourey Sidibe           | Diane Ademu-John & Evan Price                    | 3 de abril de 2019     | 5AXP13          | 4.12                |
| 80           | 14  | "Without All Remedy"                     | Craig Brewer              | Jamie Rosengard                                  | 10 de abril de 2019    | 5AXP14          | 3.76                |
| 81           | 15  | "A Wise Father That Knows His Own Child" | Dawn Wilkinson            | Yolonda E. Lawrence & Carlito Rodriguez          | 17 de abril de 2019    | 5AXP15          | 3.76                |
| 82           | 16  | "Never Doubt I Love"                     | Darren Grant              | Joshua Allen & Thomas Westfall                   | 24 de abril de 2019    | 5AXP16          | 3.77                |
| 83           | 17  | "My Fate Cries Out"                      | Paul McCrane              | Janeika James, Jasheika James & Cameron Johnson  | 1 de maio de 2019      | 5AXP17          | 3.73                |
| 84           | 18  | "The Roughest Day"                       | Craig Brewer              | Brett Mahoney & Felicia D. Henderson             | 8 de maio de 2019      | 5AXP18          | 4.09                |

### 6ª temporada (2019–20)
| No. na série | No. | Título                    | Dirigido por                  | Escrito por                                                                         | Exibição               | Código de prod. | Audiência (milhões) |
| ------------ | --- | ------------------------- | ----------------------------- | ----------------------------------------------------------------------------------- | ---------------------- | --------------- | ------------------- |
| 85           | 1   | "What is Love"            | Sanaa Hamri                   | Dianne Houston & Brett Mahoney                                                      | 24 de setembro de 2019 | 6AXP01          | 3.31                |
| 86           | 2   | "Got on My Knees to Pray" | Mario Van Peebles             | Matt Pyken & Indira Gibson Wilson                                                   | 1 de outubro de 2019   | 6AXP02          | 2.94                |
| 87           | 3   | "You Broke Love"          | Howard Deutch                 | Yolonda E. Lawrence & Marcus J. Guillory                                            | 8 de outubro de 2019   | 6AXP03          | 2.79                |
| 88           | 4   | "Tell the Truth"          | Mario Van Peebles             | Bille Woodruff                                                                      | 15 de outubro de 2019  | 6AXP04          | 2.74                |
| 89           | 5   | "Stronger Than My Rival"  | Mario                         | Janeika James & Jasheika James                                                      | 5 de novembro de 2019  | 6AXP05          | 2.48                |
| 90           | 6   | "Heart of Stone"          | Sanaa Hamri                   | História por: Stacy A. Littlejohn & Thomas WestfallRoteiro por: Stacy A. Littlejohn | 12 de novembro de 2019 | 6AXP06          | 2.60                |
| 91           | 7   | "Good Enough"             | Gabourey Sidibe               | Cameron Johnson & Evan Price                                                        | 19 de novembro de 2019 | 6AXP07          | 2.65                |
| 92           | 8   | "Do You Remember Me?"     | Ruben Garcia                  | Leah Benavides Rodriguez & Carlito Rodriguez                                        | 26 de novembro de 2019 | 6AXP08          | 2.45                |
| 93           | 9   | "Remember the Music"      | Geary McLeod                  | Matt Pyken & Indira Gibson Wilson                                                   | 3 de dezembro de 2019  | 6AXP09          | 2.55                |
| 94           | 10  | "Cold Cold Man"           | Sanaa Hamri                   | Dianne Houston & Jamie Rosengard                                                    | 17 de dezembro de 2019 | 6AXP10          | 2.52                |
| 95           | 11  | "Can't Truss 'Em"         | Clement Virgo                 | Michael C. Martin & Cameron Johnson                                                 | 3 de março de 2020     | 6AXP11          | 2.43                |
| 96           | 12  | "Talk Less"               | Dawn Wilkinson                | Stacy A. Littlejohn & Marcus J. Guillory                                            | 10 de março de 2020    | 6AXP12          | 1.89                |
| 97           | 13  | "Come Undone"             | Taraji P. Henson              | Dianne Houston & Evan Price                                                         | 17 de março de 2020    | 6AXP13          | 2.64                |
| 98           | 14  | "I Am Who I Am"           | Ishai Setton                  | Colin Waite & Paul Eriksen                                                          | 24 de março de 2020    | 6AXP14          | 2.72                |
| 99           | 15  | "Love Me Still"           | Dianne Houston                | Matt Pyken & Thomas Westfall                                                        | 31 de março de 2020    | 6AXP15          | 2.58                |
| 100          | 16  | "We Got Us"               | Clement Virgo                 | Janeika James & Jasheika James                                                      | 7 de abril de 2020     | 6AXP16          | 2.80                |
| 101          | 17  | "Over Everything"         | Stephen D'Amato               | Jamie Rosengard & Cameron Johnson                                                   | 14 de abril de 2020    | 6AXP17          | 2.69                |
| 102          | 18  | "Home is on the Way"      | Geary McLeod & Bille Woodruff | Yolonda E. Lawrence, Michael C. Martin, Matt Pyken & Indira Gibson Wilson           | 21 de abril de 2020    | 6AXP18          | 2.94                |

## Audiência
| Temporada | Temporada | Ep. 1 | Ep. 2 | Ep. 3 | Ep. 4 | Ep. 5 | Ep. 6 | Ep. 7 | Ep. 8 | Ep. 9 | Ep. 10 | Ep. 11 | Ep. 12 | Ep. 13 | Ep. 14 | Ep. 15 | Ep. 16 | Ep. 17 | Ep. 18 |
| --------- | --------- | ----- | ----- | ----- | ----- | ----- | ----- | ----- | ----- | ----- | ------ | ------ | ------ | ------ | ------ | ------ | ------ | ------ | ------ |
|           | 1         | 9.90  | 10.32 | 11.07 | 11.36 | 11.47 | 11.96 | 13.02 | 13.90 | 14.33 | 14.90  | 15.82  | 17.62  | N/A    | N/A    | N/A    | N/A    | N/A    | N/A    |
|           | 2         | 16.18 | 13.74 | 13.10 | 12.22 | 12.28 | 11.68 | 11.20 | 11.34 | 9.21  | 11.81  | 12.46  | 11.34  | 10.11  | 9.56   | 10.03  | 9.39   | 9.81   | 10.88  |
|           | 3         | 10.87 | 9.65  | 9.25  | 9.27  | 8.15  | 8.39  | 7.84  | 7.00  | 7.58  | 7.95   | 6.91   | 6.35   | 6.59   | 6.31   | 5.60   | 6.32   | 6.14   | 6.94   |
|           | 4         | 7.05  | 5.89  | 5.93  | 5.65  | 5.40  | 6.05  | 5.05  | 5.70  | 5.95  | 6.22   | 5.57   | 5.91   | 5.41   | 5.34   | 5.28   | 5.02   | 5.14   | 5.30   |
|           | 5         | 6.09  | 5.09  | 5.15  | 5.21  | 4.23  | 5.01  | 4.89  | 5.03  | 5.04  | 4.40   | 3.98   | 3.97   | 4.12   | 3.76   | 3.76   | 3.77   | 3.73   | 4.09   |
|           | 6         | 3.11  | 2.94  | 2.79  | 2.74  | 2.48  | 2.60  | 2.65  | 2.45  | 2.55  | 2.52   | 2.43   | 1.89   | 2.64   | 2.72   | 2.58   | 2.80   | 2.69   | 2.94   |